# Kōkoku
Kōkoku (japanska: 興国?, Kō-koku), 1340–1346, är en period i den japanska tideräkningen, vid det delade Japans södra tron. Under Kōkoku infaller i norra tronens tideräkning Ryakuō, Kōei och Jōwa.  Kejsare vid den södra tronen var Go-Murakami. Shogun var Ashikaga Takauji.